# Sylvi Listhaug
Sylvi Listhaug, född 25 december 1977 i Ålesund i Møre og Romsdal, är en norsk politiker, som sedan 8 maj 2021 är partiledare för Fremskrittspartiet.
Hon innehade flera olika ministerposter i regeringen Solberg från oktober 2013 till mars 2018 och från maj 2019 till januari 2020. Listhaug var jordbruks- och matminister från 2013 till 2015. Från 2015 fram till mars 2018 var hon invandrings- och integrationsminister i Justitie- och beredskapsdepartementet, en ministerpost som upprättades från och med 16 december 2015. De sista månaderna i det ämbetet var hon även justitieminister. Från den 3 maj 2019 till 18 december 2019 var hon äldre- och folkhälsominister och från 18 december 2019 till 24 januari 2020 var hon olje- och energiminister.
Listhaug har varit medlem i Fremskrittspartiets centralstyre sedan 2005. Hon var byråd med ansvar för vård och omsorg, socialtjänsten, missbruksvården samt barnomsorgen i Oslo mellan 2006 och 2011. Under åren 2009 och 2011 fungerade hon även som byrådets viceledare.

## Familjebakgrund och yrkeskarriär
Listhaug växte upp på en familjegård med egen mjölkproduktion i Ørskog på Sunnmøre. Som tonåring var hon en ivrig fotbollsspelare, och tog studenten på Spjelkavik videregående skole 1996 och utbildade sig till adjunkt med fördjupning i samhällskunskap, historia och specialpedagogik vid Høgskulen i Volda år 2000. 
Hon var sjuksköterskeassistent vid Ørskog ålderdomshem 1995 till 2000, och ämneslärare vid Sjøholtsskolan 2000 - 2001. Hon hade en praktikantställning i USA:s representanthus i Washington DC mellan åren 2004 och 2005. Hösten 2006 var hon tillbaka i Washington DC för att i fyra månader studera amerikansk politik. 2012 blev hon seniorrådgivare i PR-byrån First House i Oslo. 
Sylvi Listhaug är gift med Espen Espeset.

### Politiskt arbete
Listhaug har sin politiska bakgrund från Fremskrittspartiets Ungdom, Fremskrittspartiets ungdomsförbund, där hon satt i centralstyret 2002 - 2006. Listhaug var också politisk rådgivare för Fremskrittspartiets fraktion i Stortingets kirke-, utdannings- og forskningskomité 2001 till 2004, och sekreterare till byrådet Margaret Eckbo 2005. När Eckbo drog sig tillbaka som byråd, övertog Listhaug posten som byråd för hälsa och äldrevård i januari 2006. 
Som byråd ville Listhaug bland annat göra Oslo till föregångare för fritt val av äldreboende, samt stod bakom införandet av fritt val av hemtjänst 2006. År 2011 infördes också fritt val av sjuksköterskor inom hemtjänsten. Listhaug har också gått in för att öka satsningen på hemtjänsten samt att återinföra ålderdomshemmen i Oslo. 
I augusti 2009 hamnade Listhaugs involvering i sjukhemssaken i Spanien i mediernas sökarljus. Erling Folkvord från partiet Rødt ansåg att Listhaug borde ha avgått som följd av skandalen. Oslo kommun förlorade tiotals miljoner NOK på sjukhemsprojektet i Spanien. 
Under 2017 planerade Listhaug för att genomföra en jämställdhets- och yttrandefrihetskonferens tillsammans med den danska invandringsministern Inger Støjberg och den nederländska politikern Ayaan Hirsi Ali.
Den 20 mars 2018 avgick Listhaug från regeringen. Detta för att undvika en misstroendeomröstning, som skulle kunna komma efter att hon via Facebook hade anklagat Arbeiderpartiet för att sätta terroristers rättigheter före nationens säkerhet. Hon fick stark kritik för detta eftersom Anders Behring Breivik delvis riktade in sig på just Arbeiderpartiet då han utförde terrorattentaten i Norge 2011.